# Rata roquera de la Terra d'Arnhem
La rata roquera de la Terra d'Arnhem (Zyzomys maini) és una espècie de mamífer rosegador de la família dels múrids. És endèmic d'Austràlia. Es tracta d'un animal nocturn que s'alimenta principalment de llavors, fruita i altres parts de les plantes. El seu hàbitat natural són les selves. Està amenaçat pels incendis forestals i la depredació per gats ferals. El nom específic maini fou elegit en honor del zoòleg australià Albert Russell Main.